# Posttechnisches Zentralamt

Flagge am Dienstkraftwagen der Präsidenten der OPDn, des PTZ und FTZ, 15 cm × 25 cm,

Das Posttechnische Zentralamt (PTZ) war eine zentrale Mittelbehörde der Deutschen Bundespost. Es wurde durch Amtsblattverfügung vom 14. März 1949 gegründet und hatte seinen Sitz in Darmstadt. Mit seiner Einrichtung gab es erstmals in der deutschen Postgeschichte ein zentrales Amt für das Postwesen. Das PTZ wurde 1989 der Generaldirektion der Deutschen Bundespost POSTDIENST unterstellt und ging in ihr 1993 auf.

## Aufgaben
Das PTZ hatte die Aufgabe, den Postdienst durch zentrale Auswertung praktischer Erfahrungen und wissenschaftlicher Erkenntnisse auf höchstmögliche Leistungsfähigkeit und Wirtschaftlichkeit zu bringen. Es hat im Allgemeinen alle außerhalb des eigentlichen Geschäftskreises des Bundespostministeriums liegenden überbezirklichen Aufgaben, die zentral zu regeln waren und nicht in den Geschäftsbereich des Fernmeldetechnischen Zentralamtes (FTZ) oder der Versorgungsanstalt der Deutschen Bundespost gefallen sind, also Aufgaben der allgemeinen Verwaltung, des Postwesens, der Kraftfahr- und Maschinenwesens sowie des Haushalts-, Kassen- und Rechnungswesens zu behandeln und durch eigene Entwicklungen die praktische Tätigkeit zu fördern, das Beschaffungswesen zusammenzufassen und die Oberpostdirektionen zu beraten. Dem PTZ oblagen danach im Besonderen folgende Aufgaben:
- betriebs- und arbeitswissenschaftliche sowie technische Untersuchungen;
- technische und wirtschaftliche Prüfungen von Verbesserungsmöglichkeiten und Erfindungen;
- Entwicklungs-, Gestaltungs-, Typisierungs- und Normungsarbeiten einschließlich der Mitarbeit im Deutschen Normausschuss und im Ausschuss für wirtschaftliche Verwaltung (AWV);
- Mitwirkung bei betrieblichen und technischen Planungen;
- Pflege des Erfahrungsaustausches in den einzelnen Dienstzweigen;
- Durchführung und Auswertung der Betriebs- und Selbstkostenrechnung sowie der Statistik der Deutschen Bundespost;
- Entwerfen von Arbeitsverfahren, Vorschriften, Dienstanweisungen sowie Herausgabe von Postleitbehelfen;
- Mitwirkung im Ausbildungs- und Prüfungswesen (Post);
- Maßnahmen zur Lenkung des Kraftwagen-Werkstättenwesens, der Kfz-Erhaltung und Betriebsmittelwirtschaft;
- Beschaffung von Bahnpostwagen, Kraftfahrzeugen, Maschinen, Geräten, Geschäftsbedürfnissen, Druckwerken usw. im Rahmen der Zuständigkeitsübersicht für das Beschaffungswesen der Deutschen Bundespost ZÜB – Postbedarf;
- Maßnahmen der Preis- und Güteprüfung;
- Preisvereinbarungen sowie Aufstellen von Vertrags- und technischen Lieferbedingungen.

## Bedeutende Arbeitsergebnisse

### Fluoreszierendes Briefmarkenpapier
Seit dem Ende der 1950er Jahre experimentierte man im PTZ an Möglichkeiten zur maschinellen Briefaufstellung. Damit sollte die maschinelle Stempelung und Sortierung ermöglicht werden. Am meisten Erfolg versprach die Variante, die Briefmarken mit lumineszierenden Stoffen zu versehen. Nach Labortests wurden auf Antrieb des PTZ auch entsprechende Briefmarken, die von den sonst üblichen Ausgaben nur unter ultraviolettem Licht zu unterscheiden sind, für den Verkauf an die Bevölkerung hergestellt und ab 1. August 1960 bei Postämtern im Raum Darmstadt verkauft. Die Ergebnisse wurden in Zusammenarbeit mit der Industrie so verbessert, dass ab Mitte der 1960er für westdeutsche Briefmarken ausschließlich Briefmarkenpapier mit fluoreszierenden Eigenschaften verwendet wurde.

### Postleitzahlen
siehe auch: Postleitzahl (Deutschland)
Seit 1941 gab es in Deutschland Leitgebiete zur Vereinfachung zur Sortierung der Sendungen. Allerdings war auch dies nur eine bedingte Hilfe, da es z. B. alleine in der „alten“ Bundesrepublik mehr als 30 Orte mit dem Namen Neustadt gab. Das Personal musste also sorgfältig ausgebildet werden und hohe Gedächtnisleistungen vollbringen. Vor diesem Hintergrund erarbeitete das PTZ federführend das weltweit erste Postleitzahlsystem, welches 1961 in der Bundesrepublik Deutschland eingeführt wurde. Die Postleitzahl umfasste vier Stellen. Nach der Wiedervereinigung wurde das Konzept, welches von der Konzeption her auch in den neuen Bundesländern hätte eingeführt werden können, grundlegend überarbeitet und an technische und organisatorische Änderungen angepasst. Die Einführung der neuen, nunmehr fünfstelligen Postleitzahl erfolgte am 1. Juli 1993.

### Automatische Briefverteilung
Nach diversen Versuchen in Labor und Praxis wurden seit Anfang der 1970er sukzessive Maschinen zur automatischen Briefverteilung eingeführt. Dabei setzte man auf die Kombination aus maschineller Lesung und manueller Codierung, das heißt Briefe, deren Postleitzahl maschinell nicht lesbar war, wurden per Kamera aufgenommen und auf einem Bildschirm einer Codierkraft dargestellt, die die PLZ ablas und eingab. Das Ergebnis von Lesung oder Eingabe war ein Code auf dem Umschlag, der die anschließende maschinelle Sortierung in Briefverteilanlagen ermöglichte.

### Weitere Tätigkeitsfelder
Maßgeblich beteiligt war das PTZ an der Entwicklung von Bahnpostwagen, von einheitlichen Behältern für den Transport von Sendungen, wie beispielsweise nach dem System Bauer und System Weber, innerhalb und außerhalb von Postämtern, der Gestaltung und Ausstattung von Postschaltern, Paketverteilanlagen, spezieller Kraftfahrzeugtechnik für die Post sowie in der Datenverarbeitung. Außerdem konnte auf Antrag durch das PTZ eine „PTZ-Nummer“ für Verpackungen vergeben werden, deren vordringliche Aufgabe es war, die gebührenrelevante Eigenschaft „Nicht sperrig“ für Paketverpackungen zu bescheinigen.
Um den einmillionsten Fernsehteilnehmer feststellen zu können, wurde im Amtsblatt des Bundesministers für das Post- und Fernmeldewesen (Nummer 93 des Jahrgangs 1957) für die Postbeamten Mehrarbeit angeordnet.

## Postreform und die Folgen
Im Rahmen der Postreform I und der daraus resultierenden Aufteilung in die Deutsche Bundespost POSTDIENST, Deutsche Bundespost POSTBANK und Deutsche Bundespost TELEKOM (Schreibweise so im Original!) ergaben sich auch für das PTZ Änderungen. Die bisher vom PTZ wahrgenommenen Aufgaben für den Postgiro- und den Postsparkassendienst wurden aus dem PTZ ausgegliedert und teilweise zur Generaldirektion Postbank bzw. dem Postgiroamt Frankfurt verlagert. Die historisch entstandene Betreuung der Datenverarbeitung des Fernmelderechnungsdienstes wurde an das FTZ abgegeben. Damit verblieben dem PTZ nur noch die originär zum Postdienst gehörenden Aufgabenfelder.

## Standorte

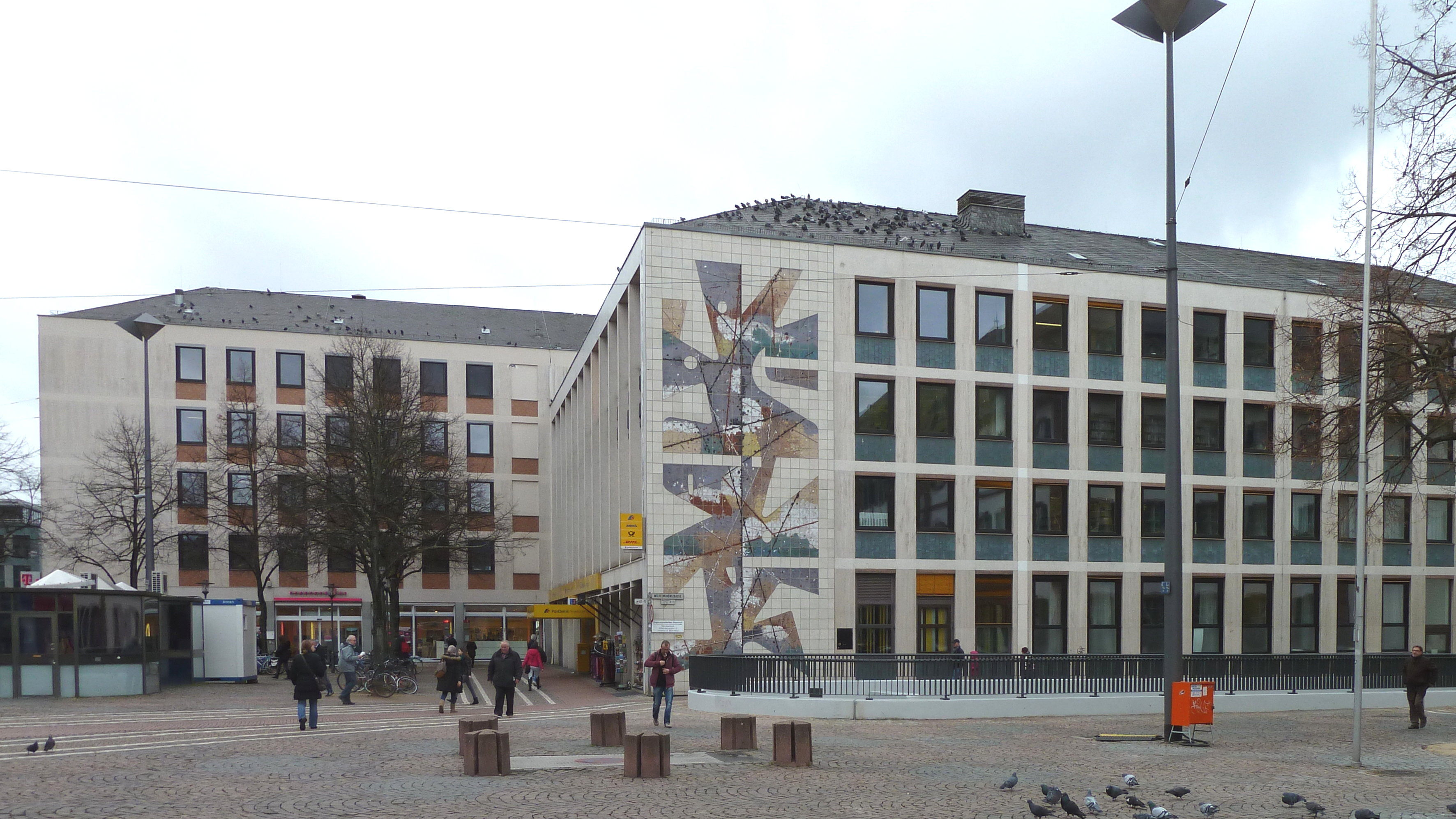
Das ehemalige Posttechnische Zentralamt in Darmstadt, Luisenplatz

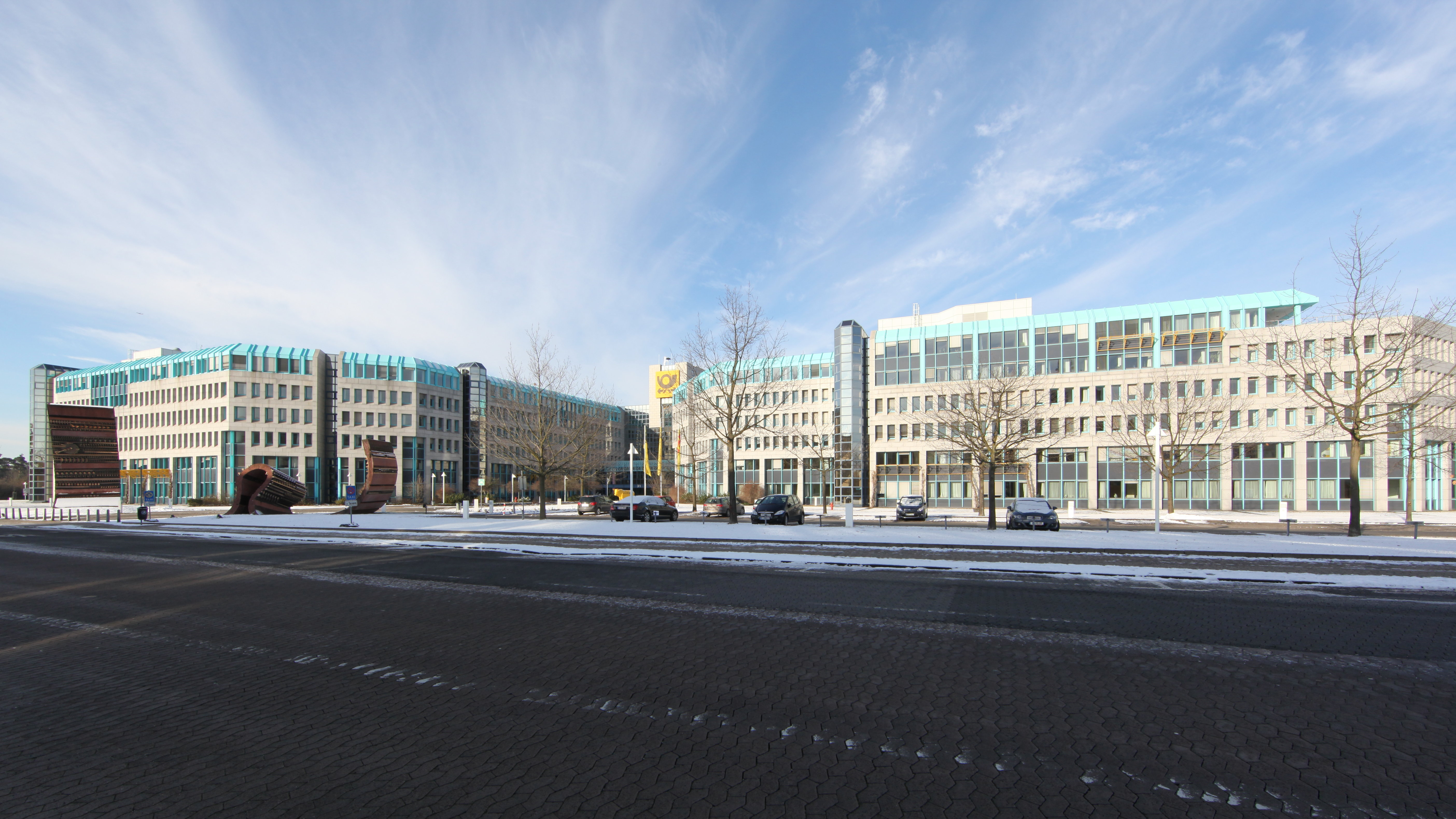
Das ehemalige Posttechnische Zentralamt in Darmstadt, Hilpertstraße. Das Gebäude ist mittlerweile in privater Hand und wird einem neuen Zweck gewidmet.

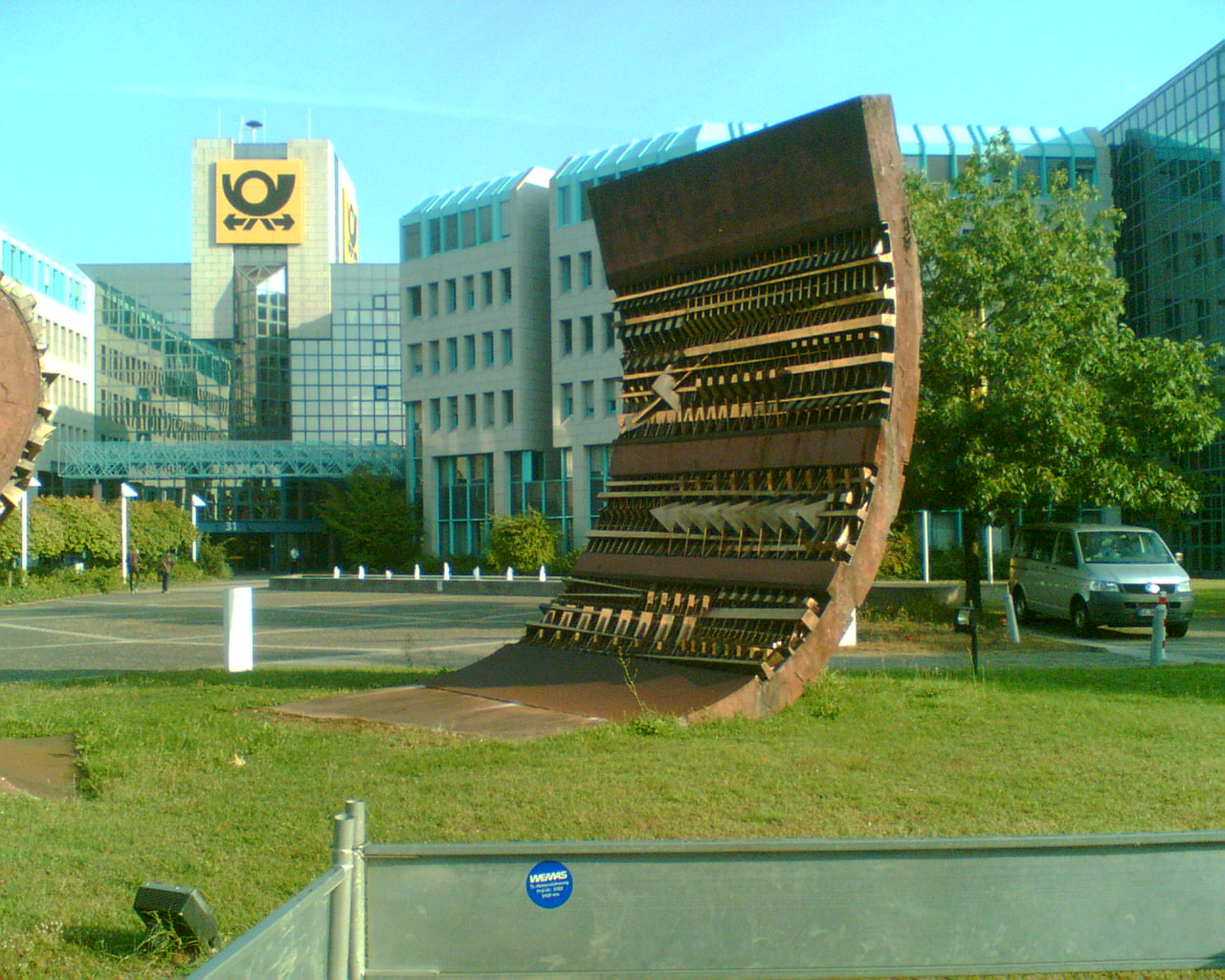
Kunst am Bau: „Papyrus“ von Arnaldo Pomodoro

Das PTZ war ab 1948 zusammen mit dem FTZ in Darmstadt in der zwischen 1937 und 1939 errichteten Garde-Dragoner-Kaserne des ehemaligen Kavallerieregiments 6 der Wehrmacht untergebracht. 1962 bezog es einen Neubau am Darmstädter Luisenplatz (49° 52′ 23,4″ N, 8° 39′ 0″ O). Das Gebäude entstand nach Plänen der Frankfurter Architekten Max Meid und Helmut Romeick bei rund 19 Millionen DM Baukosten. Auf einem Teil des Areals waren zuvor ein Postamt und die Reichspostdirektion Darmstadt untergebracht. Das Raumangebot des Komplexes war allerdings zu klein für das gesamte Personal, so dass zusätzlich bis zu zwölf Objekte angemietet wurden. 1966 wurde für ein Neubauvorhaben ein 165.000 Quadratmeter großes Grundstück in Neu-Kranichstein erworben. Das Architekturbüro Novotny und Mähner gewann 1970 den Architekturwettbewerb mit einem 149 Meter hohen Hochhaus. Aufgrund von kalkulierten 273 Millionen DM Kosten, die den vorgesehenen Kostenrahmen von 150 Millionen DM deutlich übertrafen, wurden die Planungen eingestellt. Von 1986 bis 1989 entstand schließlich an der Hilpertstraße (49° 51′ 45,6″ N, 8° 37′ 22,2″ O) für die damals rund 1600 Mitarbeiter ein Neubau mit 196.000 m³ Rauminhalt bei etwa 154 Millionen DM Baukosten. Vor dem Gebäude wurde das Kunstobjekt Papyrus von Arnaldo Pomodoro installiert. Das Gebäude am Luisenplatz wurde an das Land Hessen veräußert und wird seitdem vom Regierungspräsidium Darmstadt genutzt.

## Präsidenten
Das PTZ wurde von einem Präsidenten geleitet, der rangmäßig den Präsidenten der kleinen Oberpostdirektionen (OPD) gleichgestellt war. Er war Dienstvorgesetzter der Angehörigen des PTZ und hatte bezüglich der Ernennung von Beamten dieselben Befugnisse die die Präsidenten der OPDn. Sein ständiger Vertreter war der Vizepräsident. Die Präsidenten waren nach der alten Besoldungsordnung B in der Gruppe B8 mit der Tarifklasse II des Wohnungsgeldzuschusses besoldet. Nach der Reform des Besoldungsrechts entsprach dies der B6, der Vizepräsident war nach B3 besoldet. In beiden Fällen entsprach dies der gleichen Besoldungsgruppe wie die der Präsidenten der kleinen bzw. später mittleren Oberpostdirektionen.
Die Präsidenten waren
1. Paul Korde, von 14. März 1949 bis 29. Februar 1964
2. Reinhold Meyer, von 1. März 1964 bis 28. Februar 1977
3. Helmut Pfister, von 1. März 1977 bis 28. Februar 1990
4. Helmut Bielefeld, ab 1. März 1990[6]